# ترامپچین دوورسکی
ترامپچین دوورسکی (به لاتین: Trąbczyn Dworski) یک روستا در لهستان است که در Gmina Zagórów واقع شده‌است.

## خصوصیات
ترامپچین دوورسکی ۲۰ نفر جمعیت دارد.